# Tarumã
Tarumã este un oraș în São Paulo (SP), Brazilia.